# Bogurodzica

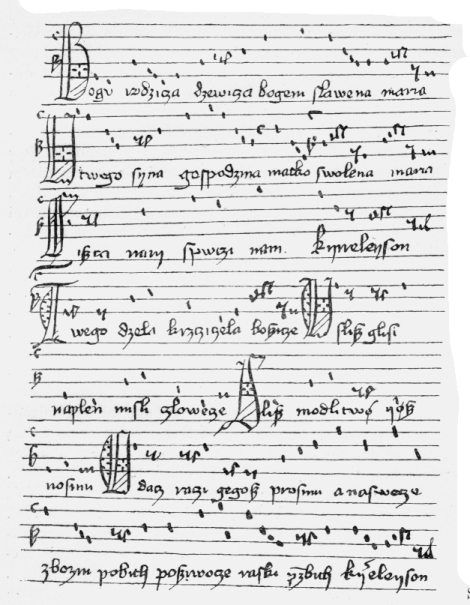
Bogurodzica, manuscrisul de la anul 1407.

Bogurodzica (poloneză Maica Domnului) este cel mai vechi cântec religios și text poetic păstrat în limba poloneză. A fost scris de un autor anonim din Evul Mediu, probabil la finele secolului XIII sau la începutul secolului XIV și probabil este o transcriere a unui cântec păgân. Cea mai veche copie scrisă păstrată a textului datează din secolul XV.
Bogurodzica, conform normelor moderne, a fost și un imn statal al Poloniei și mai apoi - în varianta tradusă în limba ruteană - al Marelui Ducat al Lituaniei.

## Text original
Bogurodzica dziewica, Bogiem sławiena Maryja,
U twego syna Gospodzina Matko zwolena, Maryja!
Zyszczy nam, spu<ś>ci nam.
Kyrieleison.
Twego dziela Krzciciela, bożycze,
Usłysz głosy, napełń myśli człowiecze.
Słysz modlitwę, jąż nosimy,
A dać raczy, jegoż prosimy:
A na świecie zbożny pobyt,
Po żywocie ra<j>ski przebyt.
Kyrieleison.